# Pleuronodes
Pleuronodes is een geslacht van vlinders van de familie spinneruilen (Erebidae), uit de onderfamilie Calpinae.

## Soorten
- P. anconia Hampson, 1926
- P. apicalis Guillermet, 1992
- P. arida (Hampson, 1902)
- P. lepticyma (Hampson, 1909)
- P. odorino Bryk, 1915
- P. plexifera Hampson, 1926
- P. trogopera (Hampson, 1910)